# João Damasceno

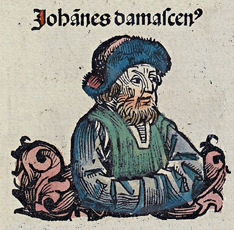
Representação de João Damasceno na Crônica de Nuremberga

João Damasceno ou João de Damasco (em grego: Ἰωάννης ὁ Δαμασκηνός; romaniz.: Iōannēs ho Damaskēnos; em latim: Iohannes Damascenus; 675 - 4 de dezembro de 749), foi um monge e sacerdote sírio. Nascido e criado em Damasco, morreu em seu mosteiro, Mar Saba, perto de Jerusalém. Um polímata cujos interesses incluíam direito, teologia e música, algumas fontes afirmam que serviu como administrador-chefe do califa de Damasco antes de sua ordenação.
Escreveu obras explicando a fé cristã e compôs hinos que ainda são utilizados na liturgia no cristianismo oriental por todo o mundo. João é especialmente lembrado pela Igreja Ortodoxa por sua contundente defesa da veneração de ícones. A Igreja Católica o considera um Doutor da Igreja, geralmente chamado de "Doutor da Assunção" por causa de suas obras sobre a Assunção de Maria.

## Biografia
A fonte de informações sobre a vida de João Damasceno mais utilizada é uma obra atribuída a João de Jerusalém, que se  identifica nela como patriarca de Jerusalém, uma tradução para o grego de um original árabe. Este original, por sua vez, não contém um prólogo encontrado na maioria das traduções e foi escrita por um monge chamado "Miguel". Explica que decidiu escrever a biografia em 1084 por que não havia nenhuma disponível na época. Porém, a parte principal do texto parece ter sido escrita por um autor anterior em algum momento entre o início do século IX e o final do X em árabe. Escrita de um ponto de vista hagiográfico, propenso a exageros e detalhes lendários, a obra não é uma fonte ideal para informações sobre a vida de João, mas contém alguns elementos valiosos e foi amplamente reproduzida.
A novela hagiográfica "Barlaão e Josafá", tradicionalmente atribuída a João, é, na realidade, uma obra do século X de autor desconhecido.

### Histórico familiar
João nasceu numa proeminente família conhecida como Almançor (em árabe: المنصور - al-Mansǔr: "vitoriosa") em Damasco no século VII. Seu nome completo era Iuana/Iana ibne Almançor ibne Sarjum (em árabe: منصور بن سرجون, lit. 'Yuhanna/Yanah ibn Mansur ibn Sarjun'), em homenagem ao seu avô, que havia sido responsável pela coleta de impostos na região sob o imperador bizantino Heráclio (r. 610–641). A falta de documentação atestando a sua linhagem tribal específica levou diversos acadêmicos a colocá-lo entre os taglibitas e calbitas, duas proeminentes tribos árabo-cristãs do Deserto da Síria. Outros sugerem que pode ter sido um sírio de origem não-árabe. Qualquer que seja o caso, João Damasceno tinha dois nomes: João, seu nome cristão, e seu nome árabe, citado como Cureim (Qurein), Iana (Yana) ou Iaana (Yahanna).
Eutíquio, um patriarca melquita do século X, menciona um certo governador árabe da cidade que teria rendido-a aos muçulmanos, provavelmente o avô de João, Almançor ibne Sargum. Quando a região caiu sob o jugo dos omíadas no final do século VII, a corte de Damasco manteve seu grande contingente de servidores civis cristãos, inclusive o avô de João. O pai dele, Sargum (Sérgio) ou ibne Almançor, continuou a servir os califas omíadas. De acordo com João de Jerusalém e algumas versões posteriores de sua vida, após a morte do pai, também serviu na corte do califa antes de se tornar monge. Esta tese tem sido questionada uma vez que não é mencionado nas fontes muçulmanas, que, contudo, citam seu pai. Além disso, as obras do próprio João Damasceno jamais fizeram referência à qualquer experiência sua na corte muçulmana. Acredita-se que tenha se tornado monge em Mar Saba e que foi ordenado sacerdote em 735.

### Educação
Uma de suas biografias descreve o plano de seu pai para si, de "aprender não apenas através dos livros dos muçulmanos, mas dos gregos também". A partir disso, sugere-se que possa ter sido criado de forma bilíngue. De fato mostra algum conhecimento do Corão, que critica duramente. Outras fontes descrevem a sua educação em Damasco como tendo sido conduzida de acordo com os princípios da educação helenística, chamada de "secular" por uma fonte e "cristã clássica" por outra. Um relato identifica seu tutor como um monge chamado Cosme, que teria sido raptado pelos árabes de sua casa na Sicília, e por quem o pai de João teria pago uma grande quantia. Sob a batuta de Cosme, que também ensinava para o amigo órfão de João (que ficaria conhecido como Cosme de Maiuma), acredita-se que tenha feito grandes avanços em música, astronomia e teologia, logo rivalizando Pitágoras em aritmética e Euclides em geometria

### Defesa dos ícones

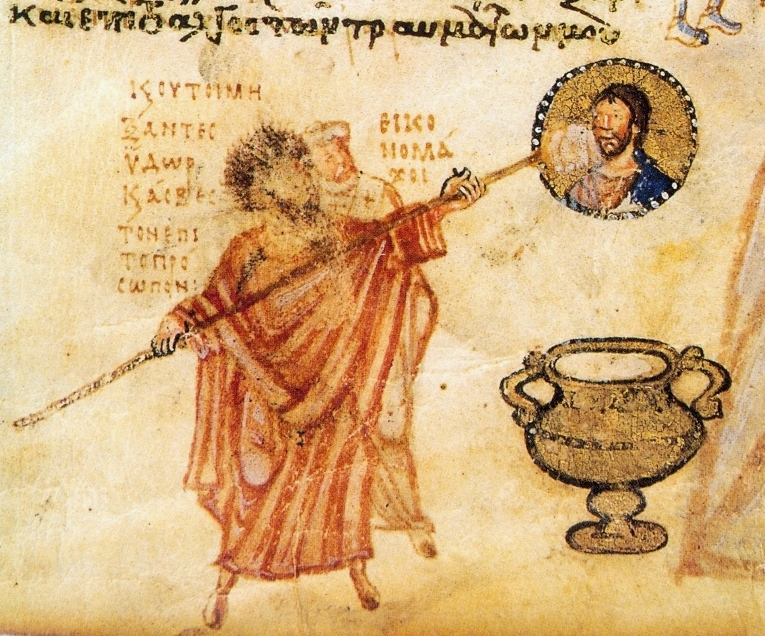
Iluminura mostrando o patriarca destruindo um ícone.
Detalhe do Saltério de Chludov

No início do século VIII, o iconoclasma, um movimento que buscava proibir a veneração de ícones, ganhou força no Império Bizantino.  Em 726, apesar dos protestos do patriarca constantinopolitano Germano I, o imperador Leão III, o Isauro (r. 717–741) emitiu seu primeiro édito contra a veneração de imagens e sua exibição em lugares públicos. Um escritor talentoso – e protegido por estar em território do califa – João Damasceno iniciou uma vigorosa defesa das imagens sagradas em três publicações separadas. A mais antiga, chamada Tratados Apologéticos contra a Condenação das Imagens Sagradas, assegurou a sua reputação. Não somente atacou o imperador, mas adotou um estilo simples que permitiu que a controvérsia fosse acompanhada pelo povo mais simples, estimulando a rebelião entre os fiéis. Posteriormente, suas obras também teriam um papel importante durante o Segundo Concílio de Niceia (787), que se reuniu justamente para tratar do assunto.
A biografia de João Damasceno reconta pelo menos um episódio considerado como improvável ou lendário Ela relata que Leão III enviou documentos falsificados para o califa que implicavam João numa conspiração para atacar Damasco. O califa teria então ordenado que a mão direita de João fosse amputada e pendurada em lugar público. Alguns dias depois, João pediu a restituição de sua mão e rezou fervorosamente pela intervenção da Teótoco (Virgem Maria) perante seu ícone. Logo em seguida, sua mão teria sido milagrosamente curada. Em agradecimento pela cura milagrosa, anexou uma mão de prata ao ícone, que passou a ser conhecido a partir daí como "Três mãos" ou Tricheirousa. A biografia continua afirmando que, depois deste evento, João pediu permissão para deixar seu posto e se retirou para o mosteiro de Mar Saba. Um editor de suas obras, o padre Michel Le Quien, demonstrou, porém, que João de Damasco já era monge em Mar Saba antes da disputa iconoclasta, um fato que só torna a história ainda mais improvável. Já se argumentou que João havia deixado Damasco para se tornar monge em 706, quando Ualide I (r. 705–715) tornou mais agressiva a islamização entre os servidores do califado. Fontes muçulmanas mencionam apenas que Sarjum, pai de João, teria deixado a administração nesta época, sem mencionar João.

### Anos finais e devoção
João morreu em 749 e foi logo reconhecido como santo. Em 1883 a Santa sé declarou-o Doutor da Igreja. Quando o nome de São João Damasceno foi inserido no Calendário Geral Romano, em 1890, era festejado em 27 de março. Esta data sempre cai na Quaresma, um período no qual não se comemoram as memórias obrigatoriamente. Em 1969, ela foi mudada para o dia da morte do santo, 4 de dezembro, dia no qual ela é celebrada também na Igreja Ortodoxa e pelos luteranos.

## Lista de obras

Ioannis Damasceni Opera, 1603

Além de suas obras puramente textuais, muitas das quais estão listadas abaixo, João Damasceno também compôs hinos, aperfeiçoando o "canon", um hino de forma estruturada utilizado na Igreja Ortodoxa.

### Primeiras obras
- Os três "Tratatos Apologéticos contra a Condenação das Imagens Sagradas" estão entre as suas primeiras obras em resposta ao édito do imperador bizantino Leão III, o Isáurio (r. 717–741) contra a veneração e exibição das imagens sagradas.[31]

### Ensinamentos e obras dogmáticas
- "Fonte de Conhecimento" ou "Fonte da Sabedoria", dividida em três partes:
  1. Capítulos filosóficos (Kephálaia philosophiká) – Geralmente chamados de "Dialética", lida principalmente com lógica, sendo o seu principal objetivo preparar o leitor para melhor entender o resto do livro.
  2. Sobre a Heresia (Perì hairéseōn) – O último capítulo desta parte (cap. 101) lida com a heresia dos ismaelitas.[32] Ao contrário das seções anteriores, devotadas a combater outras heresias, dispostas em poucas linhas de forma sucinta, este capítulo cobre várias páginas. É um dos primeiros exemplos de escritos polêmicos contra o Islã e o primeiro escrito por um membro da ortodoxia bizantina.
  3. Uma Composição Exata da Fé Ortodoxa (Ékdosis akribès tēs Orthodóxou Písteōs) – Um sumário do escritos dogmáticos dos primeiros Padres da Igreja.  Foi a primeira obra do escolasticismo no cristianismo oriental e uma importante influência no pensamento escolástico posterior.[33]

- Contra os Jacobitas
- Contra os Nestorianos
- Diálogo contra os Maniqueístas
- Introdução Elementar nos Dogmas
- Carta sobre o Hino Três Vezes Sagrado
- Sobre o Pensamento Correto
- Sobre a Fé, contra os Nestorianos
- Sobre as Duas Vontades em Cristo (Contra os Monotelitas)
- Paralelos Sagrados (de atribuição dúbia)
- Sobre Dragões e Fantasmas